# MLI-84步兵战车
MLI-84步兵战车是罗马尼亚的一款步兵战车，目前服役于罗马尼亚陆军。其以前苏联BMP-1步兵战车为原型设计。

## 研发背景
1968年华约（罗马尼亚和阿尔巴尼亚除外）武装入侵了布拉格之春后的捷克斯洛伐克，罗马尼亚社会主义共和国国防委员会通过了新的国防战略，发展本土军备工业已成为国家优先事项。
1982年，罗马尼亚社会主义共和国从苏联获得了制造178辆BMP-1步兵战车的生产许可以及改修许可，以适应罗马尼亚军队的需要和本土工业的发展。这批车辆从1984年开始生产，一直持续到1991年。

## 设计
MLI-84更换了更强大的8V-1240-DT-S发动机，虽然它更加笨重，但是却有360匹马力。为了给增压柴油机腾出空间并且装载更多燃料而加长了车体，且底盘高度从37厘米提升到40厘米。BMP-1的运兵舱上方有四个可向上打开的舱盖，而MLI-84有三個。在车体左后侧安装了一挺12.7毫米DShK重机枪。并且MLI-84安装了核生化保护系统。这些改进使得MLI-84增重到16.6吨。

## 现代化升级
1995年，罗马尼亚决定对MLI-84步兵战车进行现代化改造，以符合北约的技术与战术标准，这项计划于一年后开始实施。改造后的MLI-84被称之为MLI-84M“Jderul”

## 衍生型
- MIL-84：基本型。
- MLI-84M“Jderul”：1996年推出的现代化版本。
- MLI-84 PCMB（Punct de Comanda Batalion）：机动指挥部型，炮塔改为一个高大的上层建筑。
- MLI-84 TEHEVAC（Tractor Pentru Evacuare Tehnică）：装甲回收车型。
- MLI-84 MEDEVAC（Vehicul de Evacuare Medicală）：救护车型。上层建筑与机动指挥部型类似。
- Model 89：在延长了MLI-84的车体上搭载了2S1郁金香（英语：2S1 Gvozdika）自行榴弹炮炮塔，已退役。
- Tun antitanc autopropulsat model 1985：计划取代SU-76的自行反坦克炮型，并未实现。

## 使用国
- 羅馬尼亞

## 照片

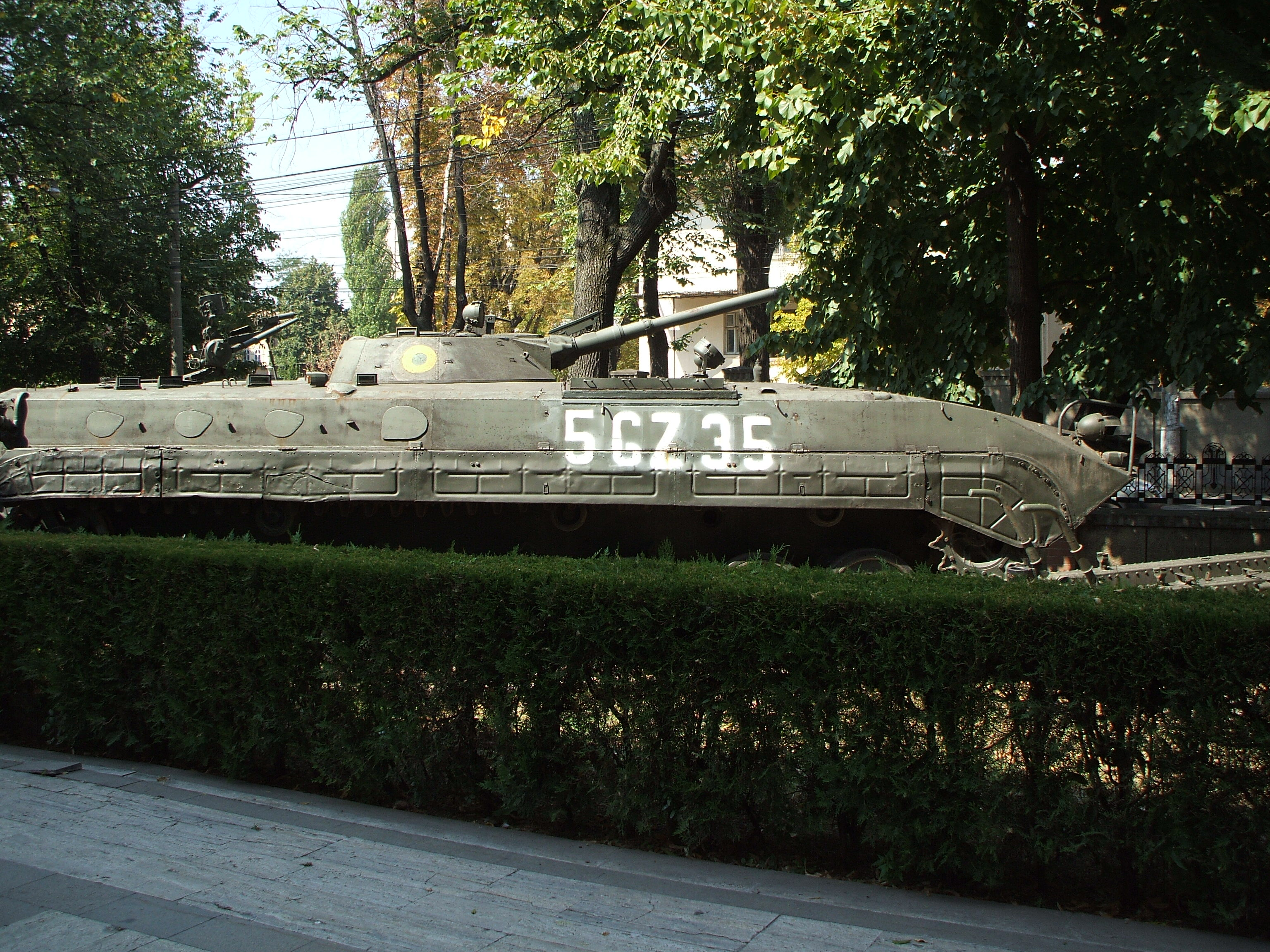
在罗马尼亚国家军事博物馆（英语：National Military Museum, Romania） 展出的MLI-84。
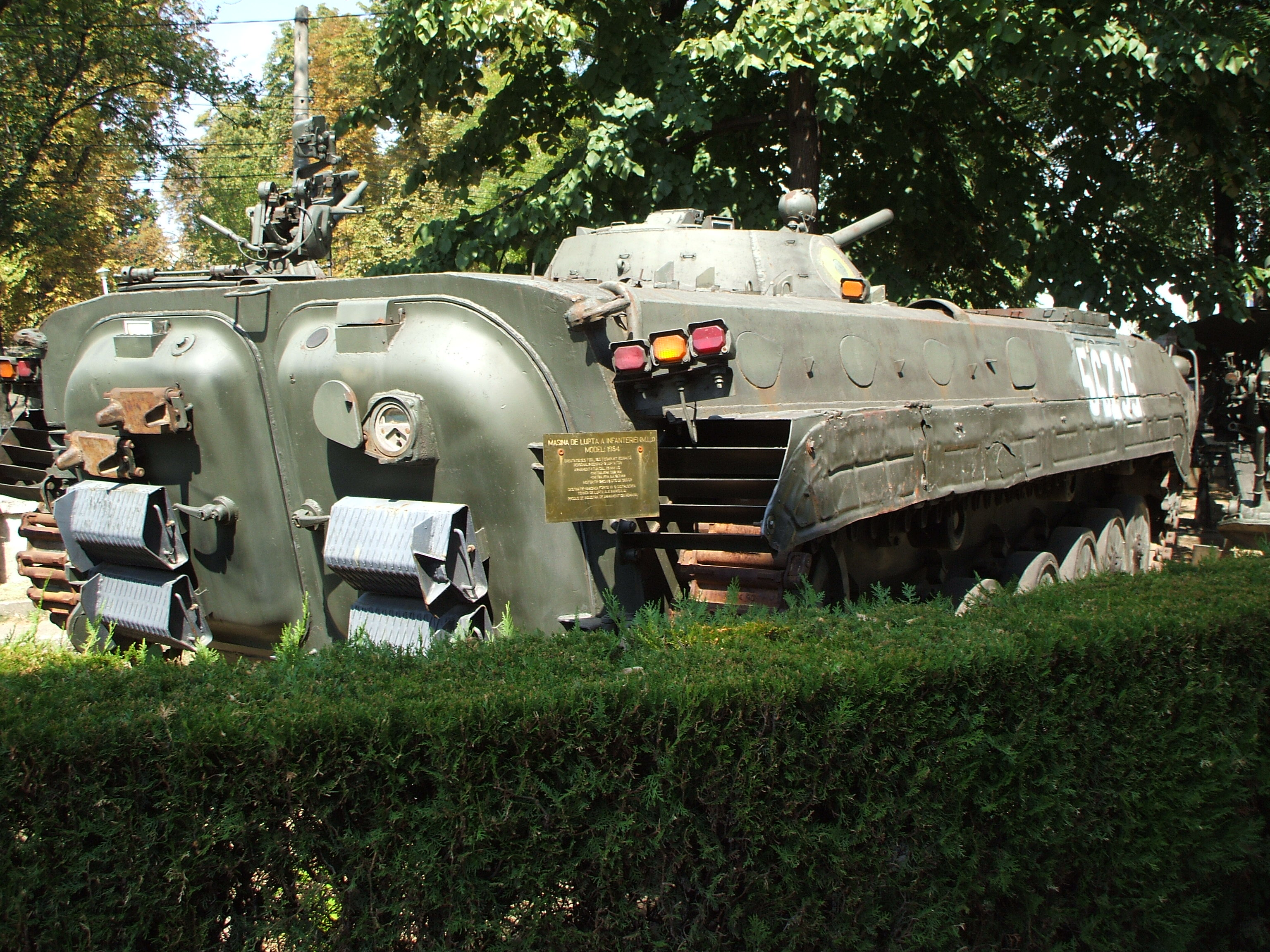
可以看到DShK重机枪。
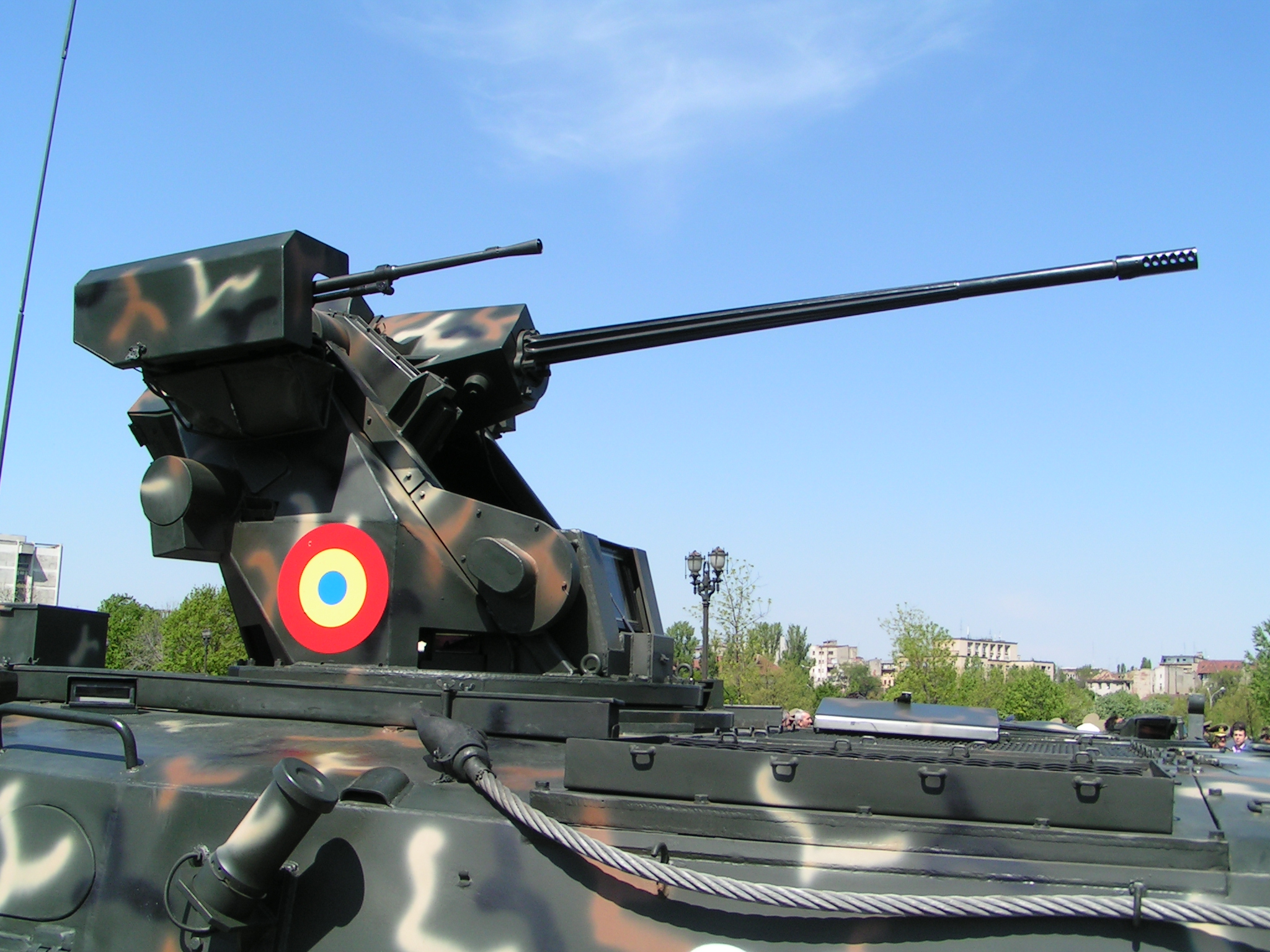
MLI-84M1的25毫米厄利孔KBA机炮和PKM通用机枪。
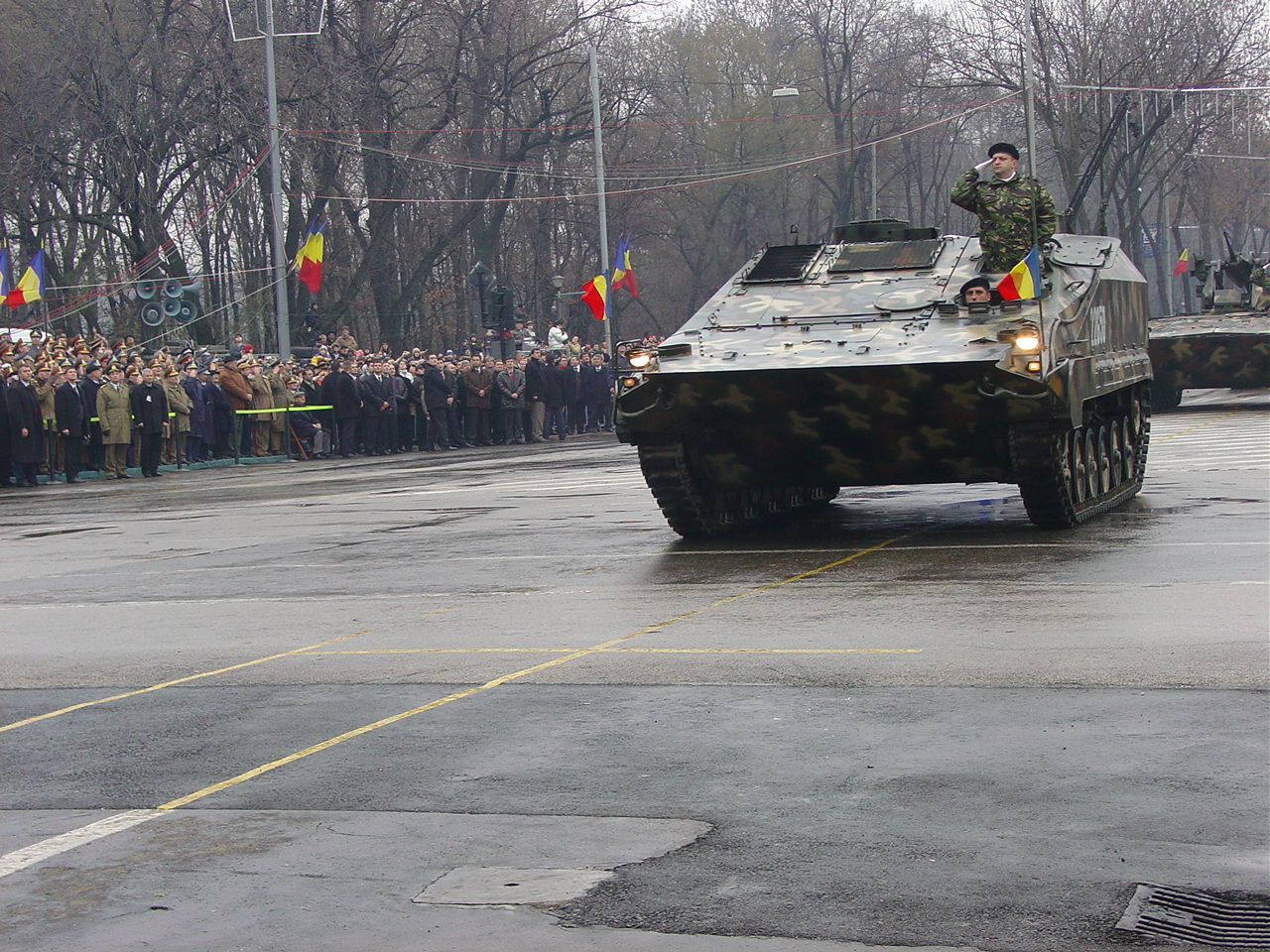
配备了额外的通讯设备的MLI-84 PCMB。
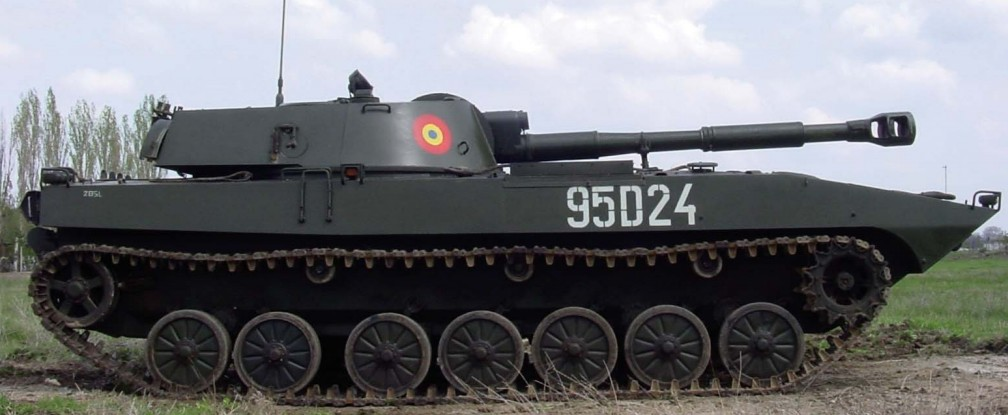
Model 89自行榴弹炮。